# معبر سيمالكا الحدودي
معبر سيمالكا الحدودي هو معبر حدودي نهري سوري بين سوريا وكردستان العراق، عبر نهر دجلة. يقع المعبر في محافظة الحسكة شمال شرق الجمهورية السورية، يقابله منفذ فيشخابور الحدودي العراقي في محافظة دهوك ضمن إقليم كردستان العراق.

## فتح المعبر
فُتحَ معبر سيمالكا (فيشخابور) الحدودي بين مناطق شمال شرق سوريا وإقليم كوردستان عام 2013م، وذلك بعد «اجتماع هولير» الذي دار بين «مجلس شعب غربي كردستان» و «المجلس الوطني الكردي» برعاية مسعود البرزاني، والذي تم الإقرار على فتح معبر حدودي بين شمال شرق سوريا وإقليم كردستان العراق، لتتم من خلاله المبادلات التجارية ونقل المرضى بغية العلاج في اقليم كردستان.

## أهمية المعبر
يعتبر معبر «سيمالكا» من أهم المعابر الحدودية بين سوريا وإقليم كردستان، كما انها نقطة عبور دولية هامة. يُستخدم المعبر للمبادلات التجارية ونقل المرضى من المناطق السورية إلى كردستان العراق بغية العلاج، كما أنه مؤخراً بدأ بسماح الزيارات المدنية بين الطرفين.